# Chadwick Boseman
Chadwick Aaron Boseman (født 29. november 1976, død 28. august 2020) var en amerikansk skuespiller og producer. Han har spillet adskillige historiske personer, inklusive Jackie Robinson i 42 (2013), James Brown i Get on Up (2014) og Thurgood Marshall i Marshall (2017). Hans rolle som superhelten Black Panther i Marvel Cinematic Universe-filmene, inklusive Black Panther (2018), gjorde ham til en internationale stjerne, og han vandt NAACP Image Award og Screen Actors Guild Award for rollen.
Bosemans andre film inkluderer 21 Bridges (2019), som han også var co-producer på og Da 5 Bloods (2020). Hans sidste film, Ma Rainey's Black Bottom, bliver udgivet posthumt på Netflix.
Han døde den 28. august 2020 efter at have haft tyktarmskræft i fire år.